# Ensta
Ensta (voorheen Norrbyvret) is een plaats in de gemeente Botkyrka in het landschap Södermanland en de provincie Stockholms län in Zweden. 
De plaats heeft 75 inwoners (2005) en een oppervlakte van 12 hectare. Ensta wordt omringd door zowel landbouwgrond (vooral akkers) als bos en ligt aan een klein landweggetje. De plaats Tumba ligt zo'n vijf kilometer ten noorden van Ensta en nog vijf kilometer verder naar het noorden liggen de buitenwijken van Stockholm.